# Leopold Vietoris
Leopold Vietoris   (Bad Radkersburg, 4 de juny de 1891 - Innsbruck, 9 d'abril de 2002) va ser un matemàtic austríac.

## Vida i Obra
El pare de Vietoris era un enginyer ferroviari que va acabar sent el planificador de la ciutat de Viena. Vietoris va fer el seus estudis secundaris al institut dels benedictins de l'Abadia de Melk. A partir de 1910 va estudiar matemàtiques a la universitat de Viena i, tot i ser mobilitzat el 1914 per la Primera Guerra Mundial, va continuar estudiant pel seu compte. El 1918 va ser fet presoner per l'exèrcit italià i va aprofitar aquest temps empresonat per preparar la seva tesi doctoral, obtenint el títol el 1920.
Durant els dos cursos següents va ser professor ajudant a la universitat de Graz. El 1922 es va incorporar a la universitat de Viena, però el 1927 va acceptar una plaça a la universitat d'Innsbruck, tot i que només hi va estar un curs, ja que l 1928 tornava a Viena per ser professor de la universitat Tècnica de Viena. Finalment el 1930 va ser nomenat professor titular a Innsbruck on va fer la resta de la seva llarga carrera acadèmica, dedicant-se no solament a les matemàtiques sinó també a l'esquí i al muntanyisme. Encara esquiava amb noranta anys i el seu últim article publicat el va escriure amb més de cent anys.
Els treballs més importants de Vietoris van ser en topologia, disciplina que va estudiar a Amsterdam el 1925 amb L. E. J. Brouwer. A ell se li deuen els conceptes de hiperespai de Vietoris, de homologia dels espais compactes, functor de Vietoris i altres conceptes fonamentals de topologia algebraica.
També se li deuen aportacions originals en altres camps com el de les equacions diferencials, la probabilitat o les sumes de les sèries trigonomètriques. Per la seva afició a la muntanya i l'esquí, també va fer treballs interessants en matemàtiques aplicades, referents, per exemple, a l'orientació dels excursionistes a la muntanya o al moviment del gel de les glaceres.